# Fate/hollow ataraxia
《Fate/hollow ataraxia》(일본어: フェイト/ホロウ アタラクシア)는 페이트/스테이 나이트의 인기에 힘입어 2005년에 나온 후속작 성인 게임이다. 기존 작에서 바제트, 카렌 등 6여명 신 캐릭터가 등장했다.

## 줄거리
배경은 성배 전쟁이 끝난 반년 후다. 어째서인지 성배 전쟁이 끝나도 서번트들이 전부 남아있다. 마스터와 서번트가 전부 살아있고 누군가가 성배 전쟁을 다시 시작하려 한다. 마스터와 서번트들은 위화감을 느끼지만 평온한 일상을 지낸다.
에미야 시로의 시점.
성배의 승리자인 에미야 시로는 이 위화감을 느끼고 자신이 반복되는 4일을 겪는 것을 깨닫게 된다. 평온한 생활에서 에미야 시로는 모순을 깨고자 조사를 하게 된다. 다른 곳에서 등장한 새로운 마스터는 과연 누구일까? 그 목적을 알기 위해 시로는 또다시 시작된 성배 전쟁에 뛰어든다.

## 게임 설명
이 게임은 주인공인 에미야 시로가 거의 무한한 죽음을 겪으며 얻는 (지식, 능력), (상황)을 재 조합한다
무슨 소리냐고?
지식,능력의 경우를 예 들어보겠다
에미야 시로 A,B,C,D,E ‥‥‥∞ 가 있다
에미야 시로 A가 투영을 쓸 수 없었다고 가정시
B,C,D,E ‥‥‥∞ 또한 쓸 수 없다
그러나 B 가 투영 마술을 다시 쓸 수 있게 된다면
그 뒤에 되살아 나는 모든 에미야 시로가 투영 마술을 다시 쓸 수 있게 된다
어쨌든 이러한 과정에서 그것들을 재 조합한 뒤 새로운 마스터가 누구인지 추리를 해나가게 된다.

## 신 캐릭터
이전 작 캐릭터는 Fate/stay night 문서를 참조.
- 카렌 오르텐시아
- 바제트 프라가 마크레미츠
- 어벤저
- 류도우 레이칸
- 미츠즈리 미노리
- 오크타비아 레이란드
- 스테노, 에우리알레

## 같이 보기
- 페이트/스테이 나이트
- 타입문